# Rassach
Rassach est une ancienne commune autrichienne du district de Deutschlandsberg en Styrie.